# Doritos
Doritos este o marcă americană de chipsuri aromate din tortilla produse de Frito-Lay, o subsidiară deținută în totalitate a PepsiCo. Conceptul pentru Doritos a apărut la Disneyland, la un restaurant administrat de Frito-Lay.
În 1966, Doritos a devenit primul chips de tortilla disponibil la nivel național în Statele Unite. Aroma inițială a fost doar de porumb prăjit, urmată de cea de taco în 1967 și de cea mai răspândită aromă din actualitate, cea de brânză de nachos în 1972. În prezent, chipsurile sunt disponibile într-o mare varietate de arome, care diferă la nivel regional.
Doritos a câștigat, de asemenea, notorietate pentru campaniile sale de marketing, având și multe reclame difuzate în timpul Super Bowl. Marca Doritos este folosită și pentru produse asezonate similar, cum ar fi Doritos 3D și coji pentru taco de la Taco Bell.